# Tony Hawks Project 8
Tony Hawk's Project 8, officielt forkortet som THP8, er det ottende spil i Tony Hawk's computerspilserie. Det blev udgivet til PlayStation 2, PlayStation 3, Xbox og Xbox 360. Navnet Project 8 henviser til konkurrencen Project 8 i spillets historie, samt at det er det ottende spil i "Tony Hawks"-serien.
Der er en del pro-skaters med i spillet, hvoraf blandt andet Tony Hawk, Ryan Sheckler, Bam Margera kan nævnes. Det er også muligt lave sin egen figur. Man starter i sit eget kvarter, og efterhånden som man når videre i spillet, bliver det muligt at skate andre steder,så som i Fun Parks, byer og skater-parker.
| computerspil | Spire Denne computerspilsrelaterede artikel er en spire som bør udbygges. Du er velkommen til at hjælpe Wikipedia ved at udvide den. |